# Roberto Ravaglia
Roberto Ravaglia, född den 26 maj 1957 i Venedig i Italien, är en italiensk racerförare.

## Racingkarriär
Ravaglia tävlade i det italienska mästerskapet i formel 3 innan han satsade på standardvagnsracing från och med 1984. Han vann European Touring Car Championship 1986 och 1988, och vann däremellan även World Touring Car Championship 1987 med BMW. Han följde med märket till DTM 1989, och blev även där mästare det första försöket. Året därpå vann han det italienska mästerskapet, vilket han upprepade ytterligare två gånger. Efter att ha blivit sexa i British Touring Car Championship 1996 avslutade Ravaglia sin förarkarriär, och startade 2001 stallet Ravaglia Motorsport, som senare döptes om till ROAL Motorsport och drev BMW Team Italy-Spain i WTCC i slutet av decenniet.